# Linyphia falculifera
Linyphia falculifera là một loài nhện trong họ Linyphiidae.
Loài này thuộc chi Linyphia. Linyphia falculifera được Frederick Octavius Pickard-Cambridge miêu tả năm 1902.